# My Move
My Move är jazzsångerskan Christina Gustafssons andra musikalbum från 2009.

## Låtlista
1. Your Smiling Face (James Taylor) – 3’12
2. Take a Fall (Christina Gustafsson/Cecilia Åse/Helena Davidsson) – 5’08
3. My Move (Christina Gustafsson/Cecilia Åse/Helena Davidsson) – 4’14
4. I've Got the World on a String (Christina Gustafsson/Cecilia Åse/Helena Davidsson) – 3’00
5. Standing Where the Changes Begin (Christina Gustafsson/Helena Davidsson) – 5’02
6. Winter Has Gone (Christina Gustafsson/Cecilia Åse/Helena Davidsson) – 4’29
7. Smile (Charlie Chaplin) – 2’57
8. Happy Talk (Richard Rogers/Oscar Hammerstein II) – 1’04
9. Stormy Weather (Harold Arlen/Ted Koehler) – 5’19
10. In the Light of New York (Christina Gustafsson/Cecilia Åse/Helena Davidsson) – 4’51
11. Smiling Hour (Ivan Lins) – 5’04

## Medverkande
- Christina Gustafsson – sång
- Max Schultz – gitarr
- Erik Söderlind – gitarr
- Martin Höper – bas
- Calle Rasmusson – trummor

## Mottagande
Skivan fick ett blandat mottagande när den kom ut med ett genomsnitt på 3,2/5 baserat på tolv recensioner.